# Gà Brahma

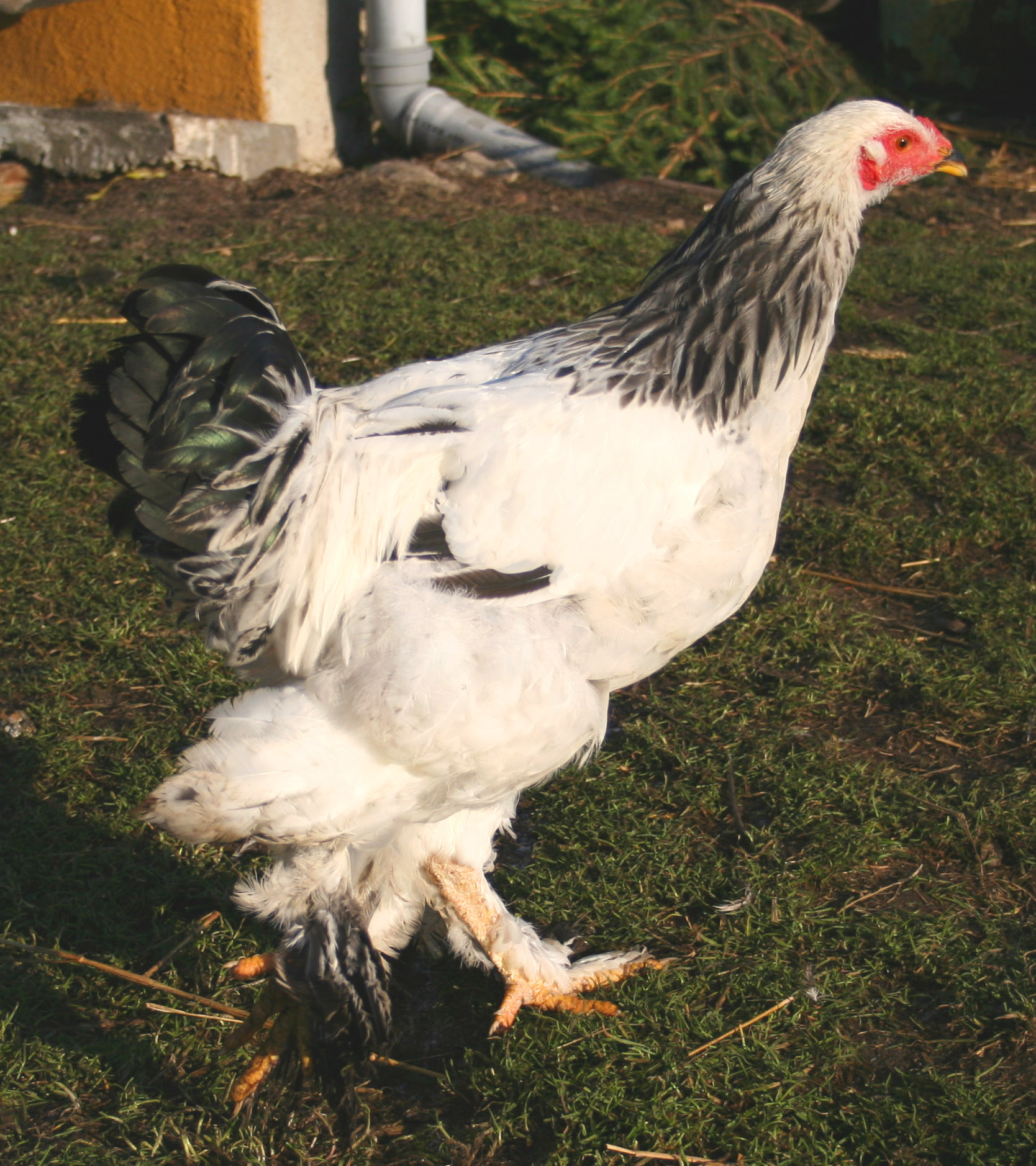
Một con mái Brahma

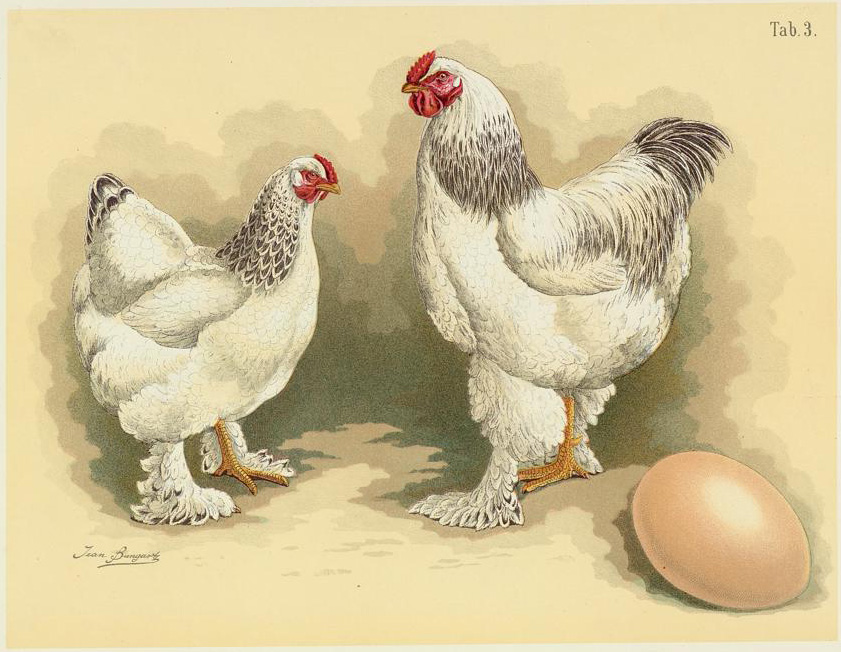
Dòng bạch.

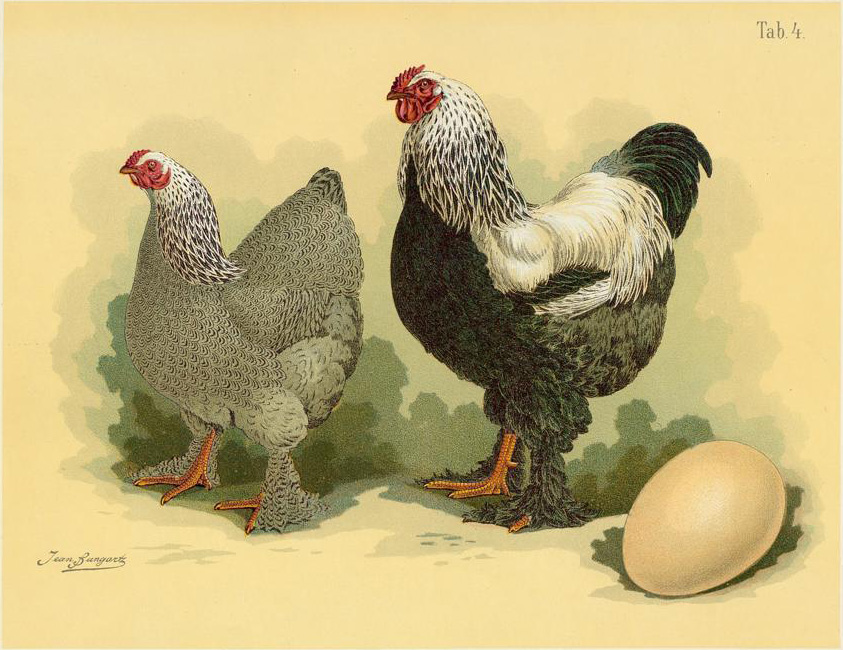
Dòng xám.

Gà Brahma (tiếng Anh: Brahmaputra chicken, tiếng Hán: 麟雞/Lân kê hay gà kỳ lân) là một giống gà bắp chân lớn xuất xứ từ Mỹ nhưng có nguồn gốc từ Trung Quốc, chúng được mệnh danh là "kê đế" bởi cặp chân có phẩm chất dinh dưỡng cao và khối lượng cơ thể có thể đạt 18 kg, lớn nhất trong các giống gà. Chúng là giống gà được ưa chuộng để nuôi lấy thịt gà, trứng gà và ngày nay chúng còn được nuôi làm gà kiểng.

## Lịch sử
Giống gà Brahma phát triển rất mạnh tại Hoa Kỳ từ giống gia cầm rất lớn nhập khẩu từ các cảng của Trung Quốc mang tên "Shanghai" (gà Thượng Hải). Có khả năng đây là giới hạn lai tạo giữa giống gà "Shanghai" với giống gà "Chittigong" của Bangladesh đã cho ra giống gà "Brahma" với các đặc điểm khác biệt. Đây là loại gà thịt chủ yếu tại Mỹ suốt giai đoạn 1850 - 1930. Tại Việt Nam, gà Brahma du nhập từ đầu thế kỷ XX. Đông Dương là nơi cung cấp trứng thịt gà Brahma chính cho thị trường Paris.
Brahma lần đầu tiên được xuất khẩu sang Anh vào tháng 12 năm 1852, khi George Burnham gửi chín con gà "Gray Shanghaes" cho Nữ hoàng Victoria như một món quà. Sự đa dạng của Dark Brahma được phát triển bởi các nhà lai tạo người Anh và sau đó tái xuất sang Hoa Kỳ. Nhưng Cũng có nhiều người cho rằng gà Brahma đã được bắt nguồn từ Ấn Độ xung quanh sông BrahmaPutra.

## Đặc điểm

### Ngoại hình
Gà Brahma là một giống gà lớn với một vóc dáng thẳng đứng oai vệ và một cái đầu to. Chân gà mạnh mẽ với bộ lông dày và mềm mại phủ xuống tận ngón chân. Ấp và nuôi con giỏi trong điều kiện khí hậu khắc nghiệt. Đây là một trong những giống gia cầm lớn nhất trên thế giới mà con người từng thuần dưỡng. Gà Brahma có khối lượng lớn, trung bình khoảng 6–8 kg cho gà trống và 4–6 kg cho gà mái. Giống gà kỳ lân khổng lồ có hai chùm lông như bộ râu xòe rộng ra 2 bên má, chân lông rậm tới chân. Gà có 5 ngón trên mỗi bàn chân và 3 cựa rất khỏe, gà kỳ lân có 2 màu chủ đạo là màu xám tro hay xám trắng với con mái, còn con trống có màu vàng trắng, vàng chuối là chủ yếu. Gà con khi mới nở đã có lông dưới dân, khỏe mạnh và lớn nhanh.

### Đặc tính
Brahma sinh sản khoãng 70 - 90 trứng/năm, trứng nặng khoảng 55-60 g. Ngoài dễ nuôi, dễ thích nghi với môi trường còn rất say đẻ, trung bình mỗi đợt đẻ trứng con mái đẻ 25-30 trứng, thay vì gà ta chỉ từ 10-15 trứng trong một lần. Trung bình nuôi từ nhỏ khoảng 6 tháng gà bắt đẻ trứng, gà mái có thể cho mỗi năm 150-200 trứng tùy vào cách chăm sóc. Tuy giống gà kỳ lân khổng lồ thuộc loại có tập tính hiền, nhưng với những con cùng loài gà cũng hay tấn công. Vì thế, người nuôi phải đeo những miếng nhựa che tầm nhìn phía trước để tránh gà mổ nhau.
Giống gà chủ yếu nhập từ châu Âu, nên sức đề kháng tương đối mạnh, ít bị những bệnh thông thường, thức ăn cũng tương đối đơn giản, chỉ là thức ăn và lúa, mỗi tuần 1 lần cho ăn thêm dế, sâu bọ. Gà cũng khá dễ nuôi, chế độ cho ăn cũng bình thường như gà ta. Điều ưa thích ở giống gà này là một vật nuôi tuyệt vời cho sự yên tĩnh và chế ngự thiên nhiên. Người nuôi giống gà Brahma này tin rằng nó mang lại cho họ nhiều may mắn, sự mạnh mẽ, sang trọng, giàu có hay quyền lực. Trong thế giới gia cầm thì gà Brahma là một trong những loại được sưu tầm và ưa chuộng nhất hiện nay.

## Gà kỳ lân Duy Vĩ
{{https://youtube.com/channel/UCQoWRnyZ2keONW4yuKnWaSg}}